# Nina Rodrigues
Nina Rodrigues is een gemeente in de Braziliaanse deelstaat Maranhão. De gemeente telt 10.527 inwoners (schatting 2009).